# آندونی گویکوتکسا
آندونی گویکو چه آ (به اسپانیایی: Andoni Goikoetxea) معروف به «قصاب بیلبائو» بازیکن فوتبال اهل اسپانیا است که از سال ۱۹۸۳ تا ۱۹۸۸ میلادی عضو تیم ملی فوتبال اسپانیا بوده و در ۳۹ بازی ملی حضور داشته‌است. او در بازی‌های ملی‌اش ۴ گل به ثمر رساند.

## حواشی

لحظه تک معروف گویکوتکسا بر روی پای دیگو مارادونا که باعث مصدومیت طولانی مذت وی شد.

در هفته چهارم لالیگا از فصل ۱۹۸۳-۱۹۸۴، گویکو چه آ در بازی بارسلونا-بیلبائو به تاریخ ۲۰ سپتامبر ۱۹۸۳ با تکلی خشن باعث مصدومیت شدید دیگو مارادونا شد. این مصدومیت باعث شد مارادونا تا ۸ ژانویه ۱۹۸۴ دور از میادین بماند. در سال ۲۰۲۰، وی در یک پیام توئیتری درگذشت مارادونا را تسلیت گفت که واکنش تند هواداران مارادونا را در پی داشت. 